# Павел Аврелиан
Павел Аврелиан  (лат. Paulus Aurelianus, брет. Paol; 490, Уэльс — Сен-Поль-де-Леон, Бретань, Франция — около 590, остров Иль-де-Бат, Бретань, Франция) — святой Римско-католической церкви, один из семи святых основателей Бретани, первый епископ епархии Бро-Леон.

## Биография
Павел родился в 490 году в Уэльсе. Его отцом был валлийский аристократ Порфирий. У Павла было три сестры Вульвелла, Сативола, Ютвара.
Павел учился в монастыре у святого Ильтуда в Ллантвит-Мейджор, Уэльс. Здесь Павел повстречался со святыми Самсоном Дольским и Гильдой. В 15 лет Павел решил стать отшельником, но местный епископ рукоположил его в сан священника. По рекомендации Марка Корнуольского, короля валлийского, Павла хотели рукоположить в епископа, чтобы заниматься проповедью христианства среди жителей Корнуолла. Однако Павел не захотел стать епископом и переехал в Арморику. В 512 году Павел поселился на острове Уэссан, где основал монастырь.
В 530 году по просьбе короля Хильдеберта I Павел Аврелиан был рукоположён в епископа епархии Бро-Леон. Павел Аврелиан умер почти в столетнем возрасте на острове Иль-де-Бат.

## Почитание
В Бретани существует пешее паломничество Тро-Брейз, во время которого верующие поочередно посещают места захоронения семи святых основателей Бретани. Мощи святого Павла Аврелиана хранятся в Кемперском соборе. В городе Сен-Поль-де-Леон находится бывший кафедральный собор, освященный в честь святого Павла Аврелиана.